# Stéphane Brulotte
Stéphane Brulotte est un acteur et dramaturge québécois né à Lauzon (fusionnée avec Lévis).
Il est diplômé de l’École Nationale de Théâtre en 1994. 
Au théâtre, il joue dans L'Avare et Le Malade imaginaire de Molière, Barouf à Chioggia et Les Deux Jumeaux vénitiens de Goldoni, Rien à voir avec les rossignols (en) de Tennessee Williams et l’Iliade d’après Homère. Il participe également aux drames musicaux L'Homme de la Mancha et Frères de sang, tous deux dirigés par René Richard Cyr.
Stéphane Brulotte est également l’auteur de quatre pièces. La première, Le Fou de Dieu, est un sombre drame psychologique centrée sur la désillusion d’un jeune homme menaçant de se suicider. Elle est créée en 2008 dans une mise en scène de Marc Béland.  
En 2010, la Compagnie Jean Duceppe produit Une partie avec l’Empereur, dont il signe la mise en scène. Décrivant un complot visant à assassiner Napoléon alors qu’il est exilé sur l’ile d’Elbe, la pièce présente un alliage de drame historique, de comédie truculente et de tragédie cauchemardesque.
Sa troisième pièce, Dans l'ombre d'Hemingway, raconte le séjour à Cuba d'une jeune vénitienne dont Ernest Hemingway s'est épris. Elle est créée en 2011 et Brulotte en a assuré la mise en scène.
La dernière, Besbouss, Autopsie d'un révolté, est créée au théâtre de Quat'sous par Dominic Champagne en 2014. Elle s'inspire de l'immolation du Tunisien, Mohamed Bouazizi, et des événements qui ont déclenché le printemps arabe.